# Partenone
Il Partenone (in greco antico: Παρθενών?, Parthenṓn /partʰeˈnɔːn/; in greco Παρθενώνας?, Parthenṓnas /parθeˈnɔnas/) è un tempio greco periptero octastilo di ordine dorico, che sorge sull'acropoli di Atene, dedicato alla dea Atena protettrice della città.
È il più famoso monumento dell'antica Grecia ed è considerato la migliore realizzazione dell'architettura greca; le sue sculture sono considerate capolavori dell'arte greca. Il Partenone è un simbolo duraturo dell'antica Grecia e della democrazia ateniese ed è universalmente considerato uno dei più importanti monumenti storici del mondo.

## Nome e artefici
Il nome Partenone si riferisce all'epiteto parthenos della dea Atena, che indica il suo stato di nubile e vergine, nonché forse al mito della sua creazione, per partenogenesi, dal capo di Zeus. All'interno del Partenone si ergeva la monumentale statua crisoelefantina (da χρυσός chrysós, "oro" ed ἐλέφας eléphas, "avorio") raffigurante Atena Parthénos (Παρθένος) e ospitata nella cella orientale.
Il Partenone è stato costruito dagli architetti Ictino, Callicrate e Mnesicle, sotto la supervisione di Fidia, dirigente sommo (epískopos) di tutti i lavori: di Fidia fu la concezione della decorazione figurata, la creazione dei modelli, l'organizzazione dell'officina e il controllo della realizzazione con intervento personale nelle parti più impegnative.

## Storia

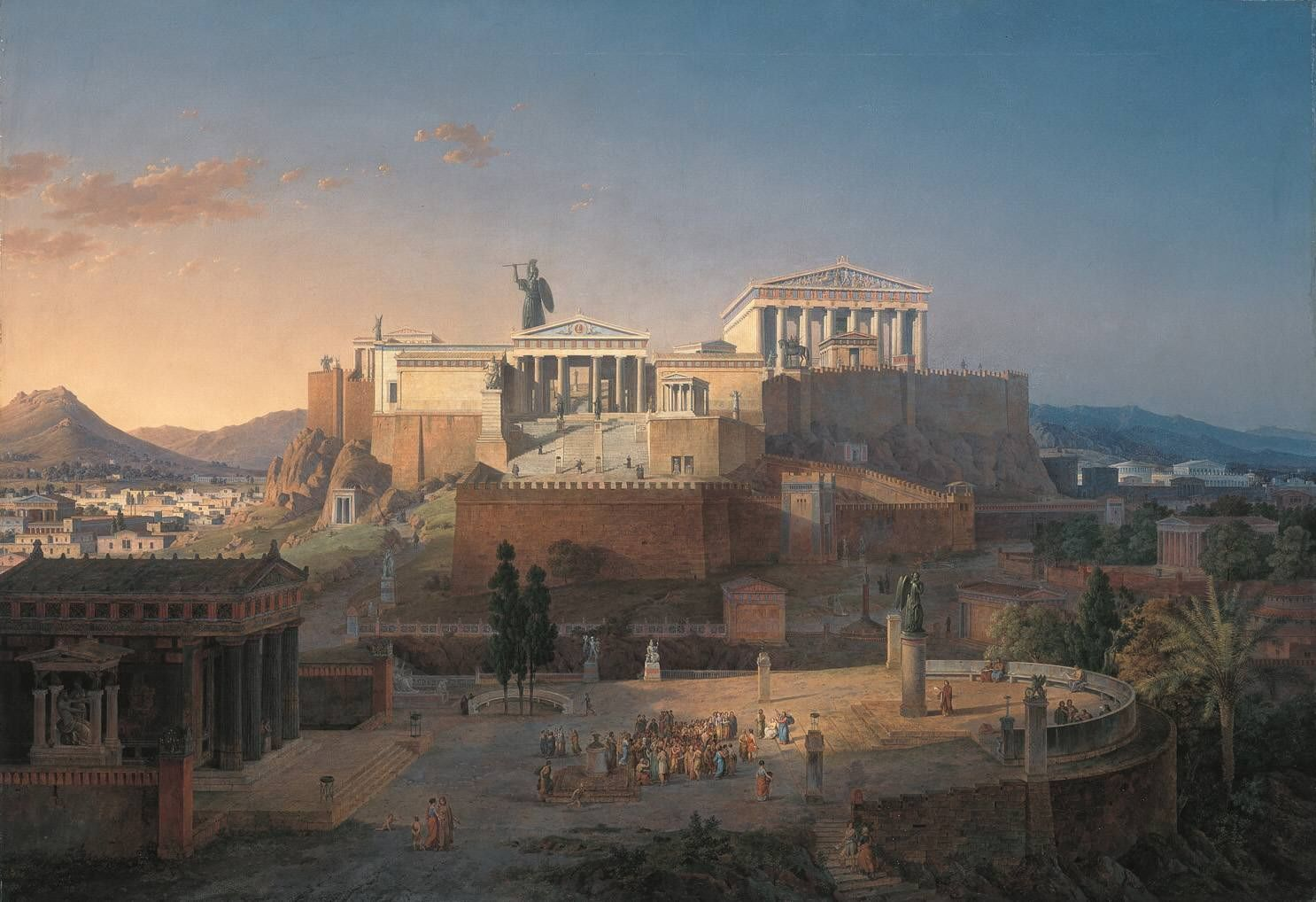
L'Acropoli e il Partenone nell'età classica, in un dipinto moderno di Leo von Klenze

### Storia antica
Il sito del Partenone e le sue immediate adiacenze furono interessati da un’intensa attività edificatoria almeno a partire dal 566 a.C ., quando vi sorgeva un tempio denominato hekatónpedosnaós (di cento piedi) in pietra calcarea dedicato ad Atena.
Il Partenone di Pericle sostituì questo primo Partenone arcaico che era stato distrutto dai Persiani nel 480 a.C., al tempo di Serse (guerre persiane). Il nuovo edificio venne costruito a partire dal 445 a.C. ampliando la spianata dell'Acropoli.
Il geografo Pausania, nella sua Periegesi, definisce il Partenone un tempio, ma alcuni autori contemporanei hanno messo in dubbio quest'affermazione, in base ad alcune evidenze archeologiche. Tali autori moderni considerano il fatto che Pausania il Periegeta conobbe il Partenone circa sette secoli dopo la sua concreta erezione, epoca in cui l'aspetto di quello (e fors'anche la sua funzione) poteva essere stato mutato dai vistosi restauri romani in marmo proconnesio e ipotizzano che la semplice visione della statua d'Atena, al suo interno, abbia suggerito a Pausania l'immagine d'un "tempio". L'autore, d'altronde, eccettuate le scene figurate nei frontoni, non fornisce dettagli utili a poter determinare con totale certezza la sua reale funzione. Il Partenone servì come tesoreria della lega di Delo.
Il Partenone sopravvisse praticamente intatto nella sua struttura per un migliaio di anni, pur subendo alcuni adattamenti interni. Era sicuramente ancora in piedi nel IV secolo, e allora era già vecchio come la Cattedrale di Notre-Dame a Parigi oggi, e molto più vecchio della Basilica di San Pietro a Roma. Ma, a quel tempo, Atene era stata ridotta in una città provinciale dell'Impero romano, sebbene con un passato glorioso.
Nel V secolo fu convertito in chiesa cristiana e la grandiosa statua di Atena Promachos, che sorgeva tra il Partenone e i Propilei, fu asportata dall'imperatore Teodosio II e portata a Costantinopoli, dove fu in seguito distrutta, forse nel saccheggio della città durante la Quarta crociata (1204).

### Storia medievale

#### La trasformazione in chiesa
In epoca bizantina, il Partenone rimase in funzione come chiesa dedicata a Maria, sotto l'epiteto di Theotokos (Madre di Dio). All'epoca dell'Impero latino diventò brevemente una chiesa cattolica dedicata sempre alla Madonna. La conversione del tempio in chiesa implicò la rimozione delle colonne interne e di alcuni dei muri della cella, e la creazione di un'abside nella facciata orientale. Questo portò, inevitabilmente, alla rimozione e alla dispersione di alcune delle metope scolpite. Quelle raffigurazioni di dei furono reinterpretate in base al tema cristiano, o rimosse e distrutte. Queste modifiche fecero perdere la coscienza della vera natura del monumento.

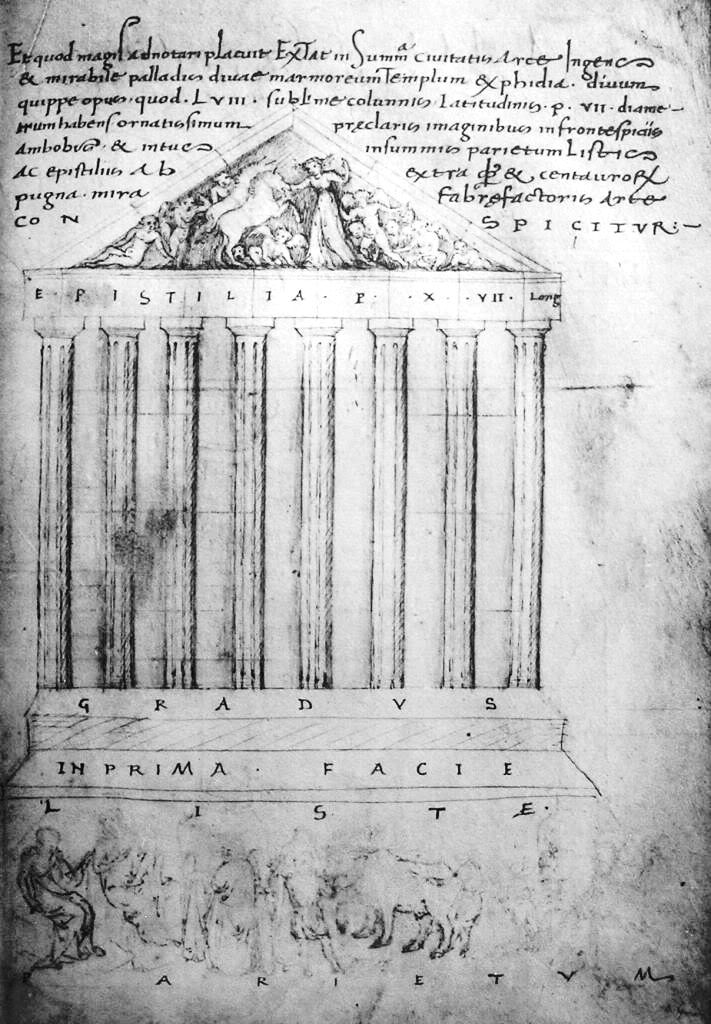
Il più antico disegno conservatoci del Partenone, copia antica dall'originale di Ciriaco d'Ancona

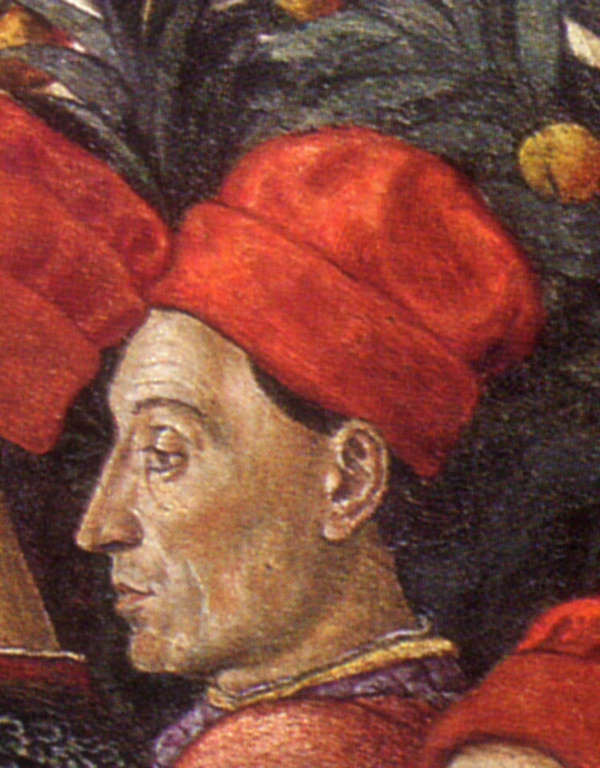
L'umanista Ciriaco d'Ancona, che rivelò l'esistenza del Partenone dopo l'oblio in cui era caduto nel Medioevo

#### La riscoperta
La riscoperta della vera natura del Partenone risale al periodo dell'Umanesimo. Autore di questa rivelazione fu Ciriaco d'Ancona, che si era fatto guidare dalla lettura del testo di Pausania il Periegeta. Ciriaco fu il primo dopo l'antichità a descrivere il Partenone, di cui tante volte aveva letto nei testi antichi; grazie a lui l'Europa occidentale poté avere il primo disegno del monumento, che Ciriaco chiamò "tempio della dea Atena", diversamente dai viaggiatori precedenti, che l'avevano chiamato "chiesa di Santa Maria"; dopo la visita disse di avere ammirato:
(Ciriaco D'Ancona)

#### La trasformazione in moschea
Nel 1456, Atene cadde sotto gli Ottomani e il Partenone fu trasformato in moschea: fu aggiunto un minareto e la sua base e il suo scalone rimasero ancora funzionali.
Gli Ottomani generalmente rispettarono i monumenti dei territori conquistati e non distrussero quelli di Atene, anche se, occasionalmente, non esitarono ad utilizzarli come cave di pietre al fine di procurarsi materiali per mura e fortificazioni. I visitatori europei nel XVII secolo dimostrano comunque che l'edificio era in gran parte intatto.

### Storia moderna e contemporanea

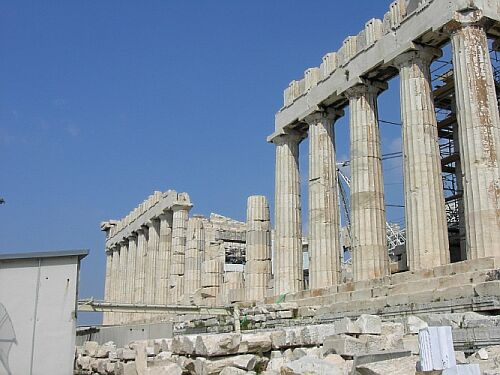
Il lato meridionale del Partenone sostenne considerevoli danni nell'esplosione del 1687

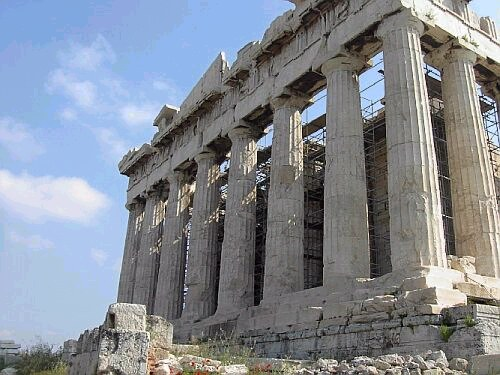
La facciata ovest del Partenone

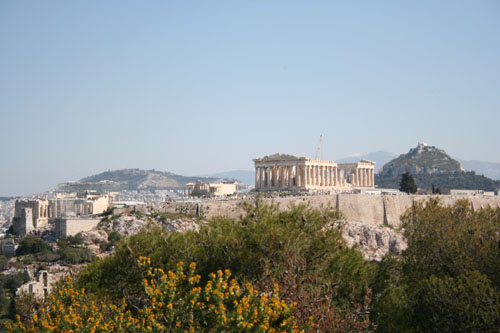
La posizione del Partenone sull'Acropoli gli permette di dominare il profilo di Atene

Il Partenone subì la maggiore distruzione nel 1687, durante la prima guerra di Morea tra la Repubblica di Venezia e l'Impero ottomano; le truppe veneziane erano al comando di Francesco Morosini e assediarono Atene. Gli Ottomani fortificarono l'Acropoli e usarono il Partenone come magazzino di polvere da sparo. Il 26 settembre, un colpo di bombarda veneziana, sparato dalla collina di Filopappo, fece esplodere il magazzino e la costruzione fu parzialmente distrutta. Ogni struttura all'interno del perimetro del tetto fu danneggiata ed alcune delle colonne, particolarmente sul lato sud, furono decapitate, le sculture subirono gravi danni, molte caddero a terra e ampi settori dell'edificio furono ridotti in macerie. Successivamente nell'edificio fu ricavata una moschea più piccola della precedente.
Durante il XVIII secolo molti europei visitarono Atene e le pittoresche rovine del Partenone, spesso ritratte in disegni e dipinti, suscitarono simpatia per la causa dell'indipendenza greca, nel Regno Unito e in Francia. Nel 1801, l'ambasciatore britannico a Costantinopoli, Lord Elgin, ottenne dal Sultano l'autorizzazione a fare stampi e disegni delle antiche opere d'arte presenti sull'Acropoli e anche demolire edifici più recenti se ciò fosse stato ritenuto necessario per portare alla luce importanti reperti. Egli assunse gente del luogo per staccare le metope dalla costruzione e prelevare quelle che giacevano a terra. Acquistò inoltre alcuni reperti di piccole dimensioni dai locali, che se ne erano impossessati, e il tutto prese la via della Gran Bretagna.

Oggi queste sculture si trovano al British Museum, dove sono conosciute come "marmi di Elgin" o come "marmi del Partenone". Altre sculture del Partenone sono al Museo del Louvre a Parigi e a Copenaghen. La maggior parte di quelle restanti è conservata ad Atene, al Museo dell'Acropoli, situato ai piedi della collina, a poca distanza a sud-est del Partenone. Alcune possono essere ancora viste sull'edificio stesso. Il governo greco ha chiesto per molti anni la restituzione delle sculture del British Museum alla Grecia, ma il museo ha sempre tenacemente rifiutato.

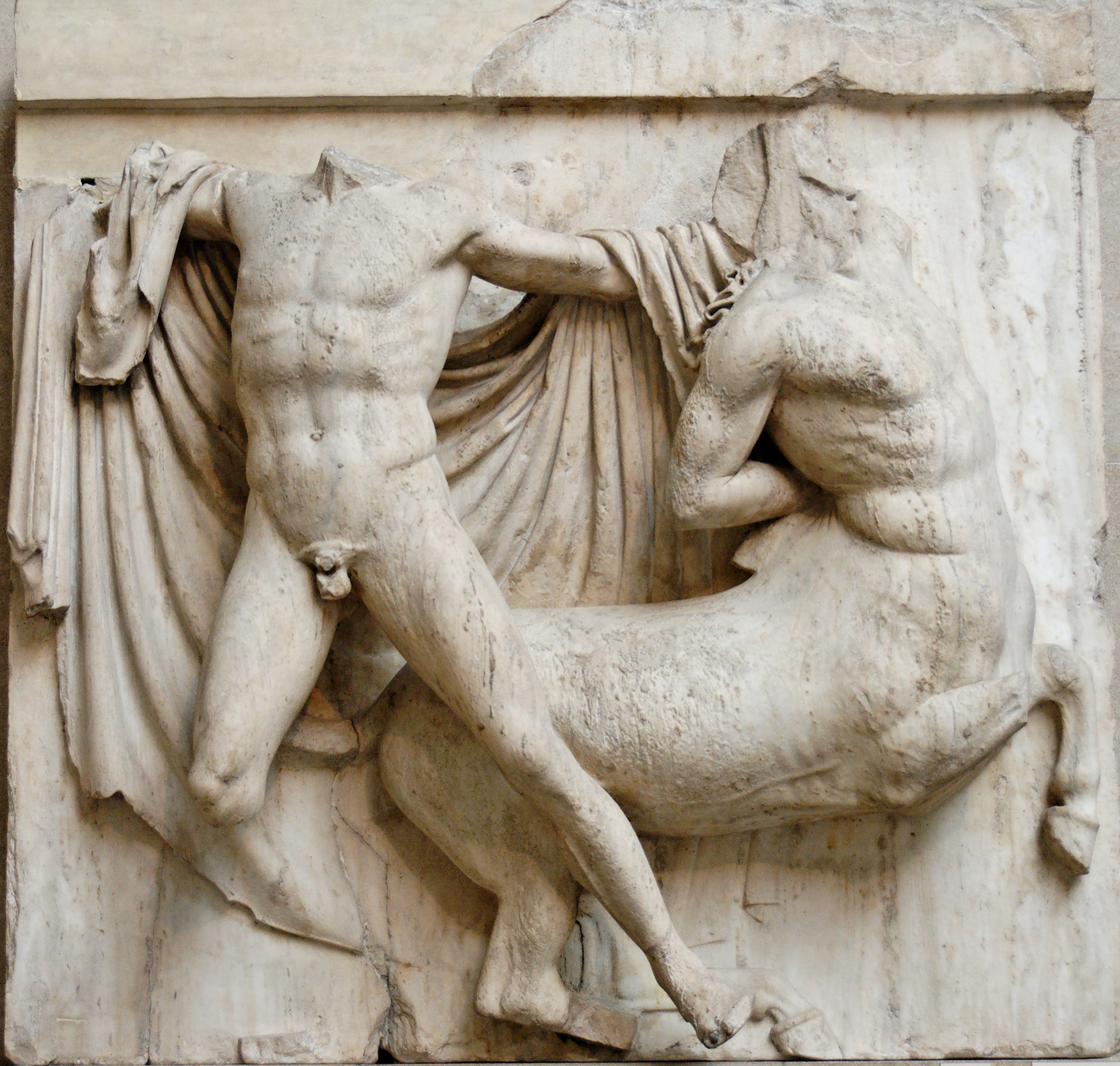
Una metopa del Partenone

Durante la guerra condotta contro i turchi, il Partenone subì ulteriori danni: i turchi asserragliati sull'Acropoli per continuare a combattere contro i greci che ormai si erano impadroniti dell'intera città iniziarono a demolire le colonne del tempio al fine di estrarne metallo per la fusione di proiettili; i greci che dal basso vedevano il Partenone andare in pezzi chiesero una tregua e arrivarono a offrire le munizioni ai turchi per continuare la resistenza, a patto che lasciassero integro il tempio. Con la definitiva conquista della città vennero abbattute tutte le costruzioni medievali e ottomane sull'Acropoli. L'area divenne zona archeologica di primaria importanza direttamente controllata dal governo greco e tra le più visitate al mondo. Il Ministero greco della cultura grazie ai finanziamenti per i Giochi olimpici del 2004 e ai finanziamenti giunti dall'UNESCO, sta attuando un imponente progetto di restauro.
Il nuovo Museo dell'Acropoli, che è stato aperto nel giugno 2009, situato ai piedi dell'Acropoli, raccoglie tutti i frammenti scultorei che fregiavano il Partenone rimasti in possesso del governo greco, assieme ad altri in corso di recupero, in uno spazio architettonico ricostruito con l'orientamento e le esatte dimensioni dell'antico tempio.

## Progettazione e costruzione

Il Partenone oggi e come probabilmente sarebbe apparso quando era un attivo luogo di culto della religione greca

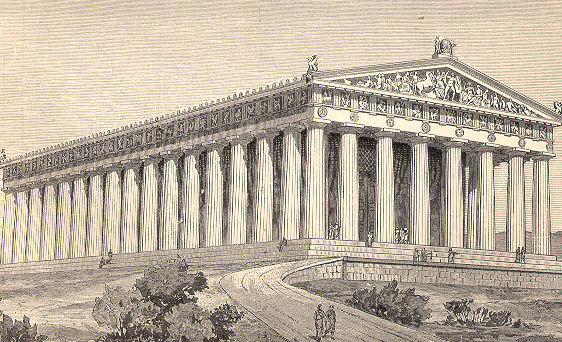
Ricostruzione del Partenone

Il Partenone fu costruito per iniziativa di Pericle, il capo politico ateniese del V secolo a.C. Fu costruito dagli architetti Callicrate, Ictino, e Mnesicle a prosecuzione di un progetto già avviato con Callicrate sotto Cimone. La costruzione avvenne sotto la stretta supervisione dello scultore Fidia (nominato episkopos, supervisore), che inoltre realizzò le decorazioni scultoree e la statua di Athena Parthènos destinata al naòs, alta circa 12 metri, interamente ricoperta di oro e avorio. L'edificazione del tempio cominciò nel 445 a.C., e fu completata sostanzialmente attorno al 438 a.C., ma il lavoro sulle decorazioni continuò almeno fino al 432 a.C. Sappiamo che la spesa maggiore fu il trasporto della pietra (marmo pentelico) dal Monte Pentelico, a circa 16 chilometri da Atene, fino all'Acropoli. I fondi furono in parte ricavati dal tesoro della lega di Delo, che fu spostato dal santuario panellenico di Delo all'Acropoli nel 454 a.C.
Sebbene il vicino Hephaisteion sia l'esempio esistente più completo di edificio di ordine dorico, il Partenone, a suo tempo, fu considerato il migliore. L'edificio, scrisse John Norwich, "gode della reputazione di essere il più perfetto tempio dorico mai costruito. Persino nell'antichità i suoi miglioramenti architettonici erano leggendari, specialmente la sottile corrispondenza tra la curvatura dello stilobate, l'assottigliarsi dei muri del naos e l'entasis delle colonne". Lo stilobate, base sulla quale poggiano le colonne, presenta una lieve curvatura verso l'alto per compensare la visione data dall'occhio, che fa apparire le lunghe superfici piane come incurvate verso il basso. L'entasis è il leggero rigonfiamento posto sul fusto a 1/3 della sua altezza per dare l'idea dello sforzo di compressione che subiscono le colonne. L'effetto di queste leggere curvature è quello di far apparire l'edificio regolare nelle sue forme più di quanto realmente sia. Altra correzione è la diversa distanza delle colonne per risolvere il problema della soluzione d'angolo, o la diversa forma delle colonne d'angolo per correggere il diverso intercolumnio tra i lati del tempio. A differenza dei templi e delle tesorerie coevi, che presentano sei colonne sulla facciata e 13 sul lato lungo, il Partenone è ottastilo, ha cioè 8 colonne sul lato corto e 17 su quello lungo.
Misurate allo stilobate, le dimensioni della base del Partenone sono di 69,5 per 30,9 metri. Il pronao era lungo 29,8 metri e largo 19,2, con colonnati dorico-ionici interni in due anelli, strutturalmente necessari per sorreggere il tetto. All'esterno, le colonne doriche misurano 1,9 metri di diametro e sono alte 10,4 metri. Le colonne d'angolo sono leggermente più grandi di diametro. Lo stilobate ha una curvatura verso l'alto, in direzione del proprio centro, di 60 millimetri sulle estremità orientali e occidentali e di 110 millimetri sui lati. Alcune delle dimensioni seguono il canone del rettangolo aureo che esprime la sezione aurea, lodata da Pitagora nel secolo precedente la costruzione.

## Decorazione
Il Partenone è un edificio dorico octastilo e periptero con caratteristiche strutturali ioniche. La ricchezza delle decorazioni nel Partenone è unica, e non contrasta, comunque, con le funzioni di tesoreria e di luogo sacro. Nel parthenon, stanza attaccata alla cella, erano depositati i versamenti monetari della Lega di Delo di cui Atene era il membro capo.

### Fregio dorico esterno

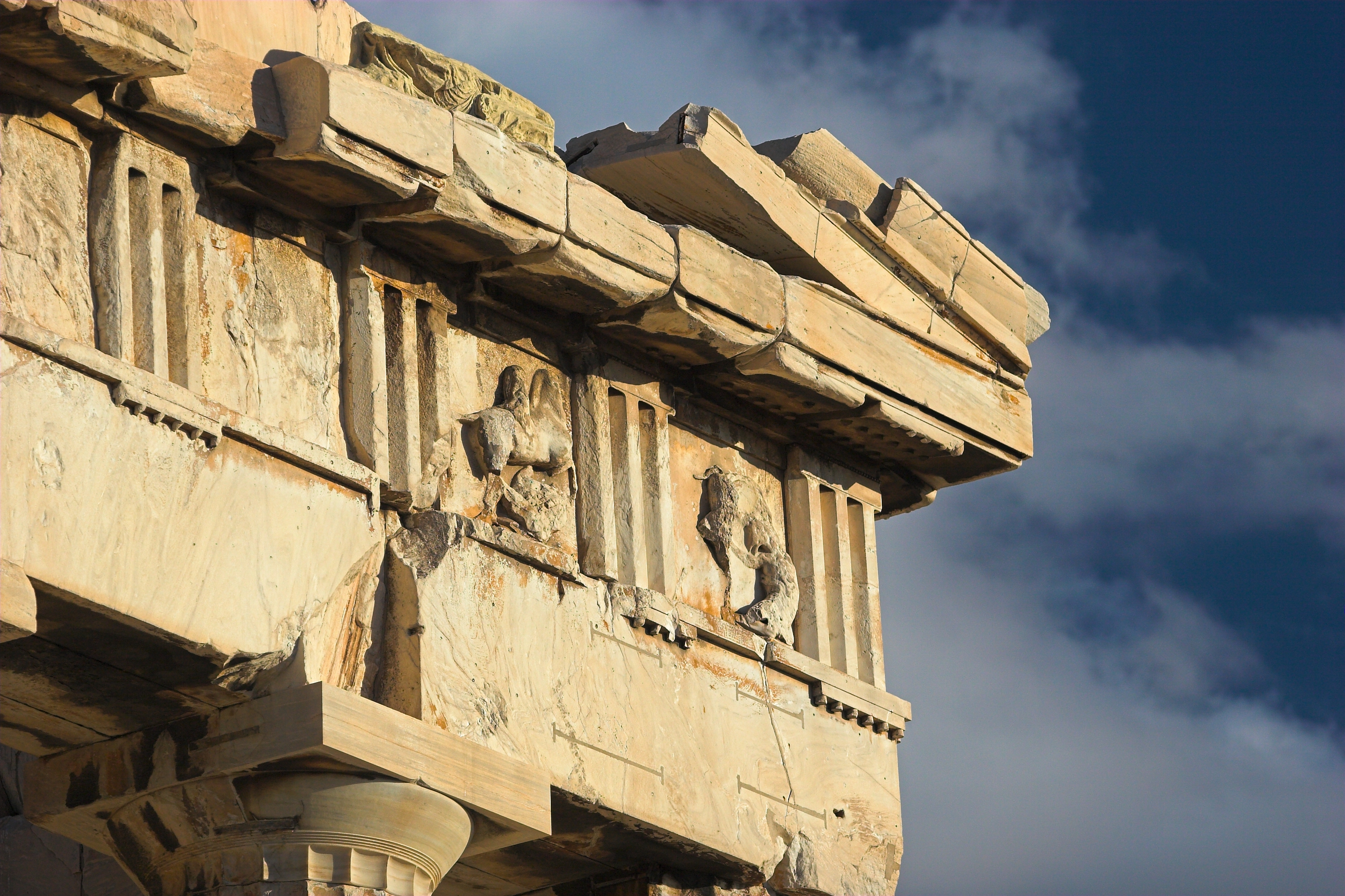
Dettaglio delle metope occidentali. Illustra la condizione attuale del tempio, dopo 2.500 anni di guerre, inquinamento, errata conservazione, saccheggi e vandalismo

Le novantadue metope doriche del fregio, realizzate da Fidia e da suoi allievi, furono scolpite come altorilievi. Le metope, concordando con i registri degli edifici, sono datate come degli anni 446-440 a.C. Le metope del lato est del Partenone, sopra l'entrata principale, raffigurano la Gigantomachia (la lotta degli dei dell'Olimpo contro i Giganti). Sul lato ovest, le metope mostrano l'Amazzonomachia (la mitica battaglia degli Ateniesi contro le Amazzoni). Le metope del lato sud — con l'eccezione di 13-20 metope piuttosto problematiche, ormai perdute — mostrano la Centauromachia Tessala. Sul lato nord del Partenone, le metope sono poco conservate, ma l'argomento sembra essere la Guerra di Troia.
Stilisticamente, le metope sopravvissute presentano tracce di stile severo nell'anatomia delle teste, nella limitazione dei movimenti del corpo alle curve e non ai muscoli e nella presenza di vene pronunciate nelle immagini della Centauromachia. Parecchie metope rimangono ancora sull'edificio ma con l'eccezione di quelle del lato nord, che sono seriamente danneggiate. Alcune di esse sono situate al museo dell'Acropoli, altre, più numerose, sono al British Museum, una può essere ammirata al museo del Louvre e un piccolo ma significativo frammento raffigurante il piede di Artemide è stato conservato per oltre due secoli al museo archeologico di Palermo, prima di essere riportato ad Atene su iniziativa dell'assessore dei Beni Culturali della Sicilia, Alberto Samonà. La Regione Siciliana, con la restituzione del "frammento Fagan" (così definito dal nome del diplomatico britannico che lo portò in Sicilia ai primi dell'Ottocento), ha fatto da apripista sul tema delle restituzioni alla Grecia e riacceso il dibattito internazionale sulla necessità di un ritorno ad Atene dei cosiddetti Marmi di Elgin.

### Il fregio ionico della cella

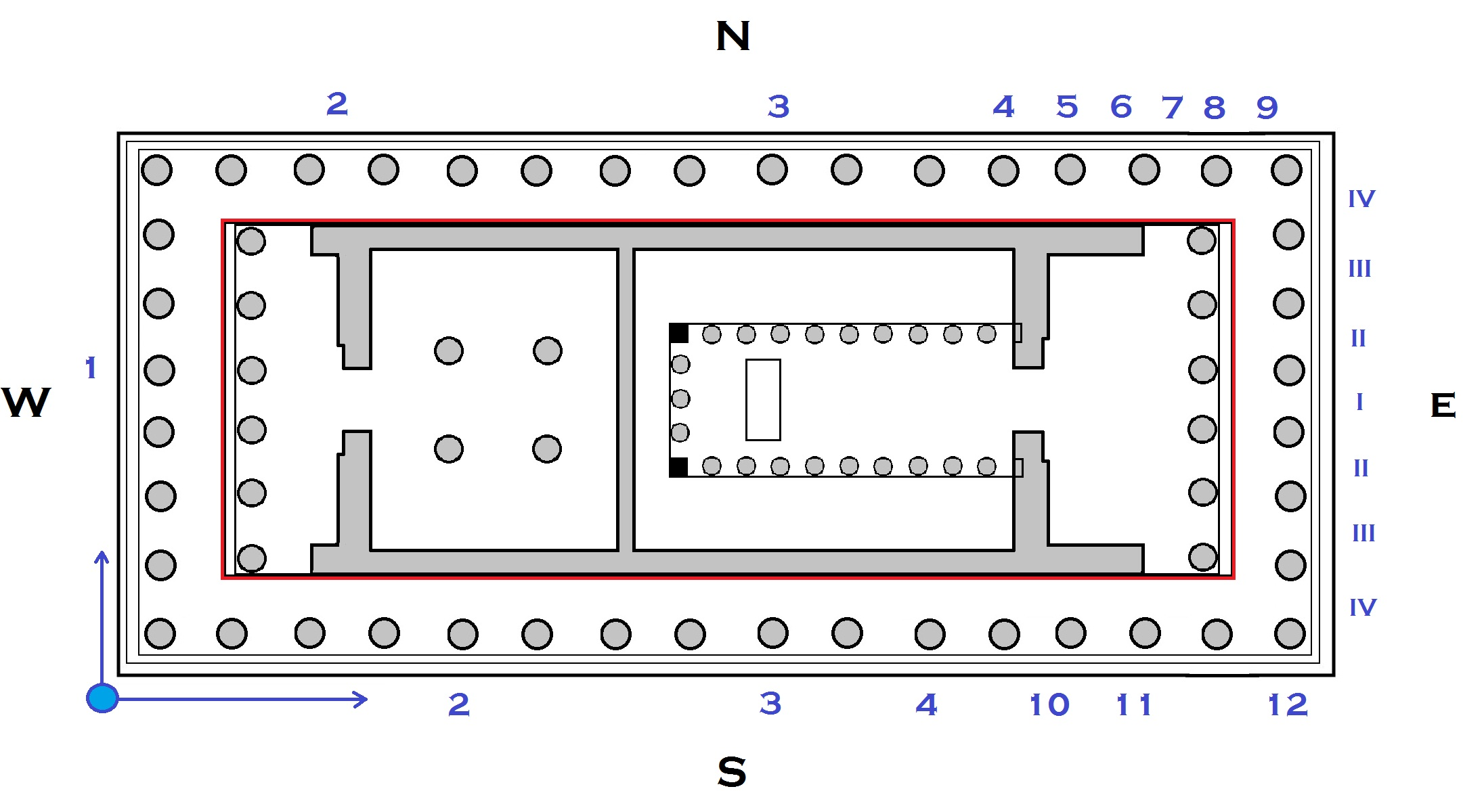
Schema generale delle rappresentazioni lungo il fregio:
I Consegna del Peplo - II Schiera degli dèi - III Schiera degli eroi - IV Donne
1 Cavalieri che si preparano per la cavalcata - 2 Cavalieri - 3 Corsa dei carri - 4 Uomini anziani - 5 Musici - 6,7 Portatori di anfore - 8 Capre sacrificali - 9 Bestiame sacrificale - 10 Portatori di tavolette - 11 Bestiame sacrificale - 12 Uomo

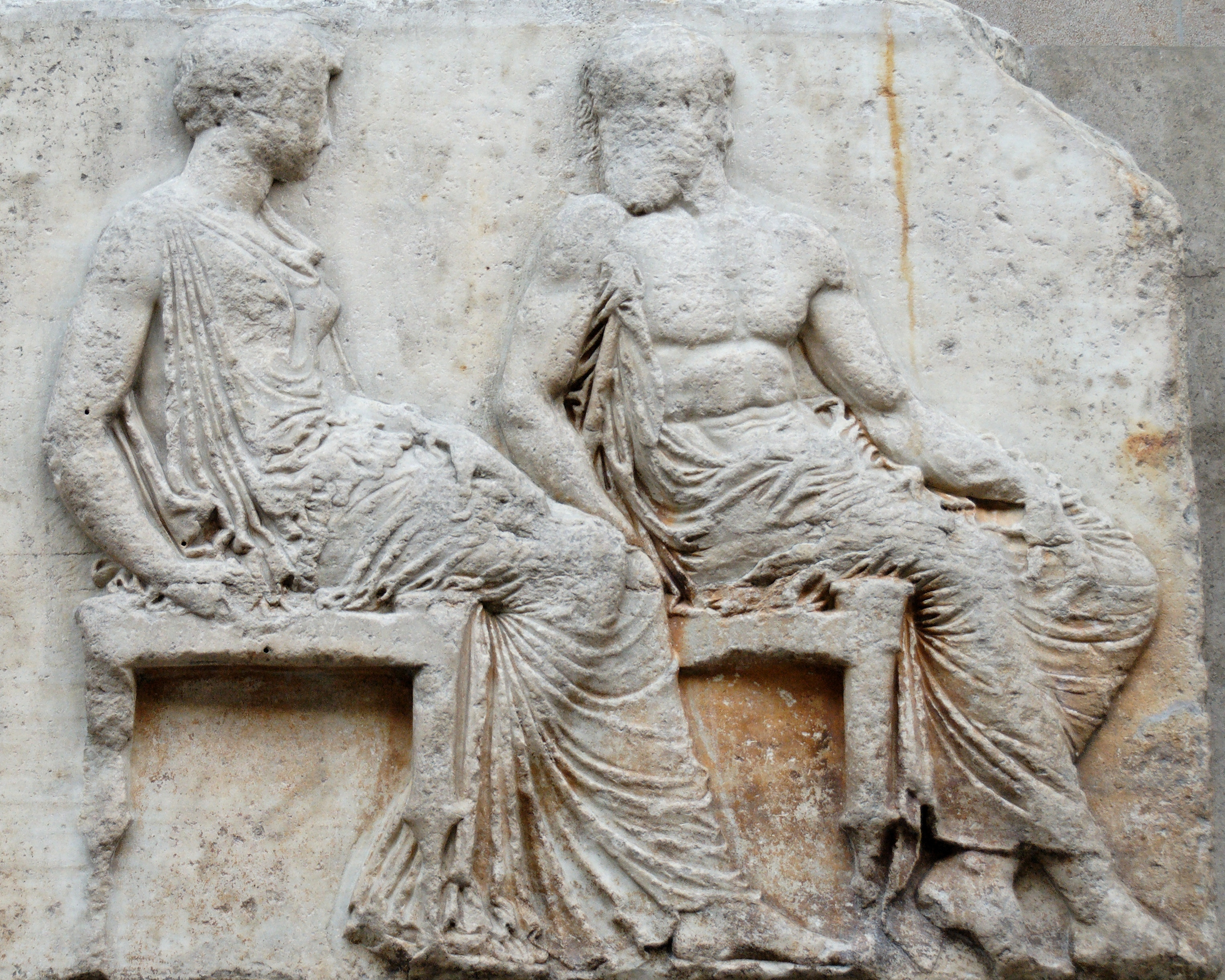
Fregio: Atena, a sinistra, ed Efesto assistono alla processione

Il tratto più caratteristico nella decorazione del Partenone è sicuramente il lungo fregio ionico posto lungo le pareti esterne della cella. Si tratta di una caratteristica innovativa, dal momento che il resto dell'edificio è costruito in stile dorico.
L'intero fregio marmoreo è stato scolpito in bassorilievo da Fidia e dai collaboratori della sua bottega. Il fregio continuo era lungo 160 metri di cui ne sopravvivono 130, circa l'80%, dislocati oggi in vari musei europei. La parte mancante ci è nota dai disegni effettuati da Jacques Carrey nel 1674, tredici anni prima che l'esplosione a seguito del bombardamento veneziano sventrasse il tempio.
In una prima semplice lettura, il fregio rappresenta la solenne processione che si teneva ogni quattro anni in occasione delle feste panatenaiche. Sono invece possibili diverse interpretazioni circa il significato della rappresentazione o la sua possibile attribuzione a un evento storico preciso: c'è chi ipotizza che l'ampio spazio riservato alla rappresentazione della cavalleria sia un esplicito riferimento all'eroismo bellico delle guerre persiane; altri hanno ritenuto di riconoscere nei vari personaggi della processione figure rappresentanti la polis aristocratica e arcaica in contrapposizione ad altre che incarnerebbero invece la democrazia dell'Atene classica, in un tentativo di unire passato e presente. Sta di fatto che si tratta della rappresentazione di un avvenimento comunitario, che era legato al culto di Atena e quindi della patria che la dea rappresentava: gli individui di ogni strato della società potevano identificarsi nei personaggi del fregio e riconoscere i vari momenti della cerimonia.
L'intero fregio è stato concepito per essere letto a partire dall'angolo sud-ovest: l'osservatore a partire da questo angolo poteva scegliere se dirigersi verso nord, oppure direttamente verso est. Dall'angolo sud-ovest del fregio prendono il via dunque due processioni che girano attorno alla cella per confluire poi sul lato est (quello dell'ingresso al tempio), al cui centro è rappresentato il gesto della consegna del Peplo alla dea Atena. Al gesto della consegna assiste la schiera degli dei e degli eroi.
Tutte le figure del fregio sono state rappresentate da Fidia in modo idealizzato, come se tutti i personaggi fossero abitanti di una dimensione trascendente di eterna festa. Questo effetto complessivo di aura divina è dato dalla scelta di soggetti giovani, dalle espressioni dei quali non traspare fatica o disagio, nonostante molti siano impegnati in azioni come trasportare anfore o cavalcare, bensì gioia serena e composta.

### Frontoni
Pausania, viaggiatore del II secolo, quando visitò l'Acropoli e vide il Partenone, ne descrisse solo i frontoni. Il frontone orientale racconta della nascita di Atena dalla testa di suo padre Zeus, mentre il frontone occidentale narra la disputa che Atena (con il ramo d'ulivo) ebbe con Poseidone (che dall'acqua fa nascere il cavallo) per il possesso di Atene e dell'Attica, ed è costituito da statue a tuttotondo incassate nel timpano. Le statue in particolare non sono distaccate una dall'altra, non hanno una storia a sé propria, ma interagiscono fra di loro, entrano in contatto concatenandosi e sono costruite in una sequenza di arsi e tesi, a ogni movimento concitato ne corrisponde una rilassato e teso (ciò si vede anche nelle vesti delle donne che seguono una ritmo naturale e libero e soprattutto equilibrato). Il lavoro sui frontoni durò dal 438 al 432 a.C.

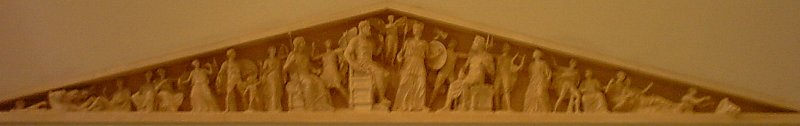
Il frontone orientale (ricostruzione)
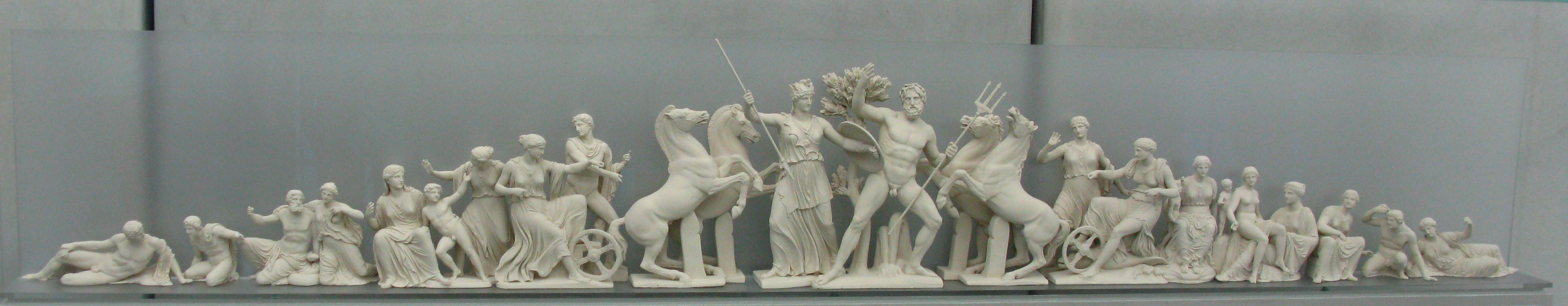
Il gruppo scultoreo del frontone occidentale (ricostruzione)
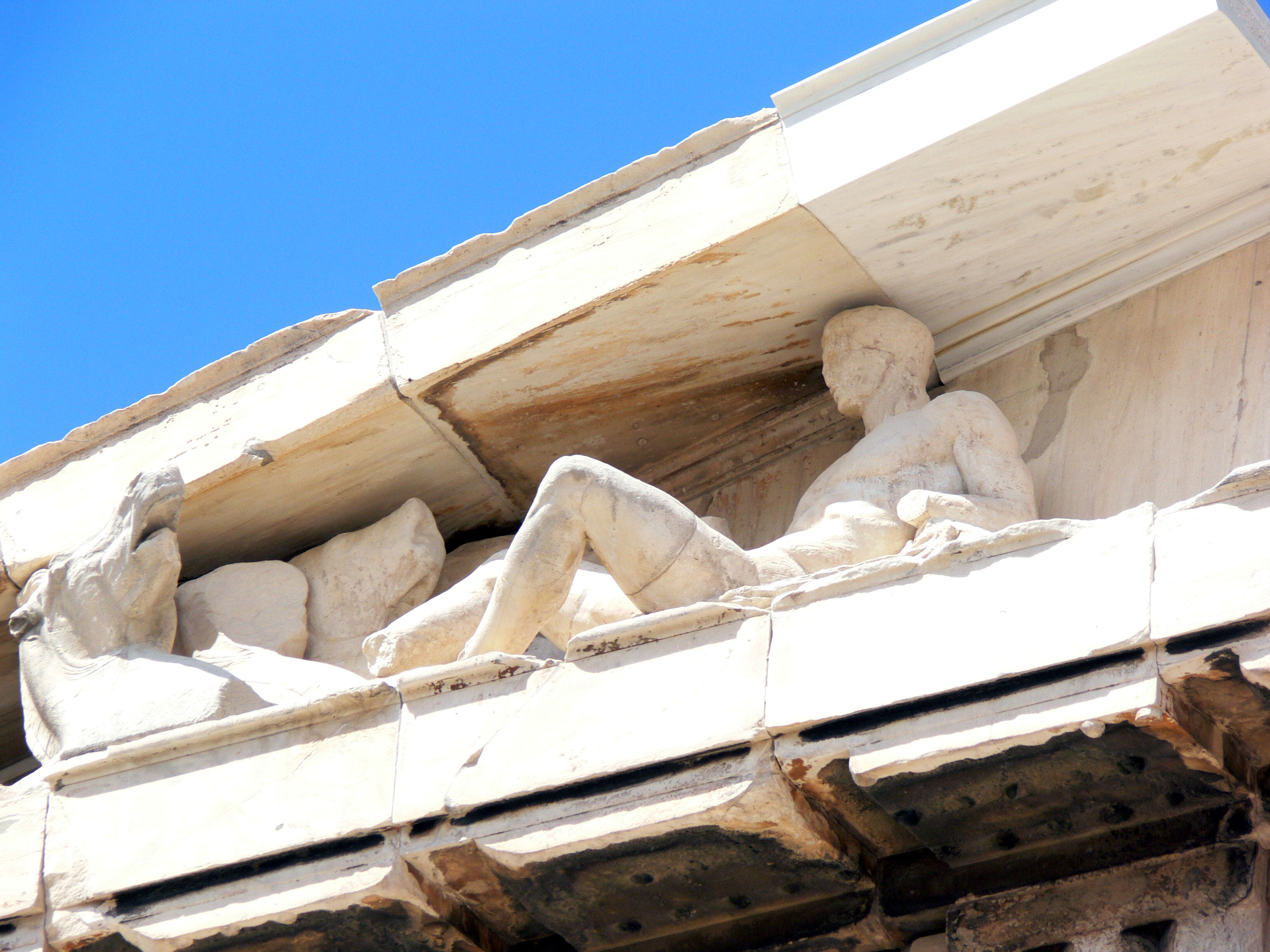
Dettaglio del frontone orientale

## Funzione dell'edificio
Il Partenone è un edificio unico, nel panorama architettonico originariamente conteneva la nota statua di Atena di Fidia ed era il luogo di raccoglimento delle offerte votive. I sacrifici greci si svolgevano sempre su di un altare a ciò dedicato. Il Partenone non corrisponde ad alcune delle definizioni moderne di "tempio", tanto che alcuni studiosi hanno sostenuto che esso venisse utilizzato esclusivamente come tesoreria. Questa opinione non è però maggioritaria, infatti la maggior parte degli studiosi vede ancora l'edificio nei termini che Walter Burkert ha descritto, ovvero come un tempio con la statua di culto.

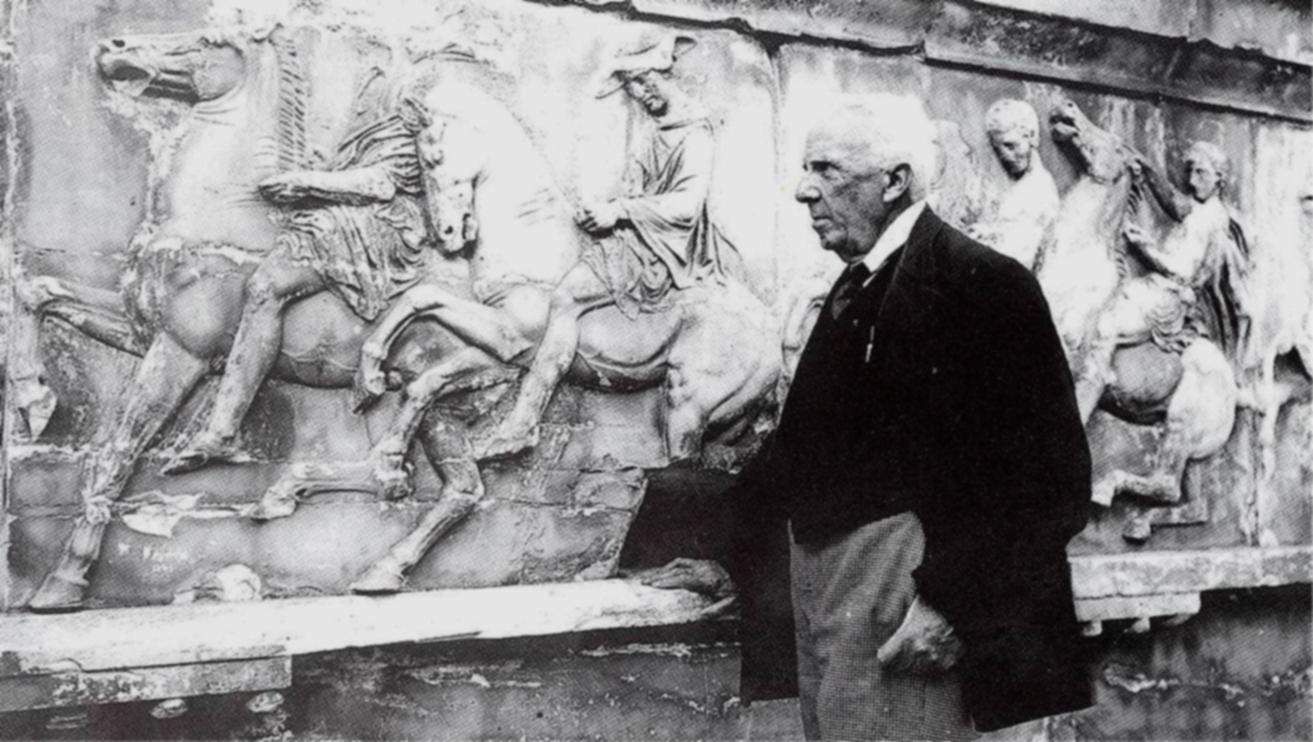
L'architetto e archeologo greco Nikolaos Balànos

## Lavori di restauro
I primi lavori di restauro di cui si ha traccia furono eseguiti nel 1895 dall'architetto e archeologo greco Nikolaos Balànos, che fu direttore dei restauri dell'Acropoli su cui pubblicò, nel 1938, una monografia.
Negli anni 1992-1992 e 2001-2004 il Partenone fu interessato da lavori di restauro atti a perfezionare la conservazione e a sostituire alcuni dei fregi con delle copie. Tra il 2011 e il 2015 i lavori hanno interessato la facciata ovest. Ulteriori lavori previsti tra il 2017 e il 2020 dovrebbero riguardare il tetto del lato ovest e vari ripristini.

## Repliche
Il Partenone di Nashville, costruito nel 1897, è una replica delle stesse dimensioni dell'originale Partenone. Dal 1997 è presente all'interno anche la replica della Athena Parthenos.

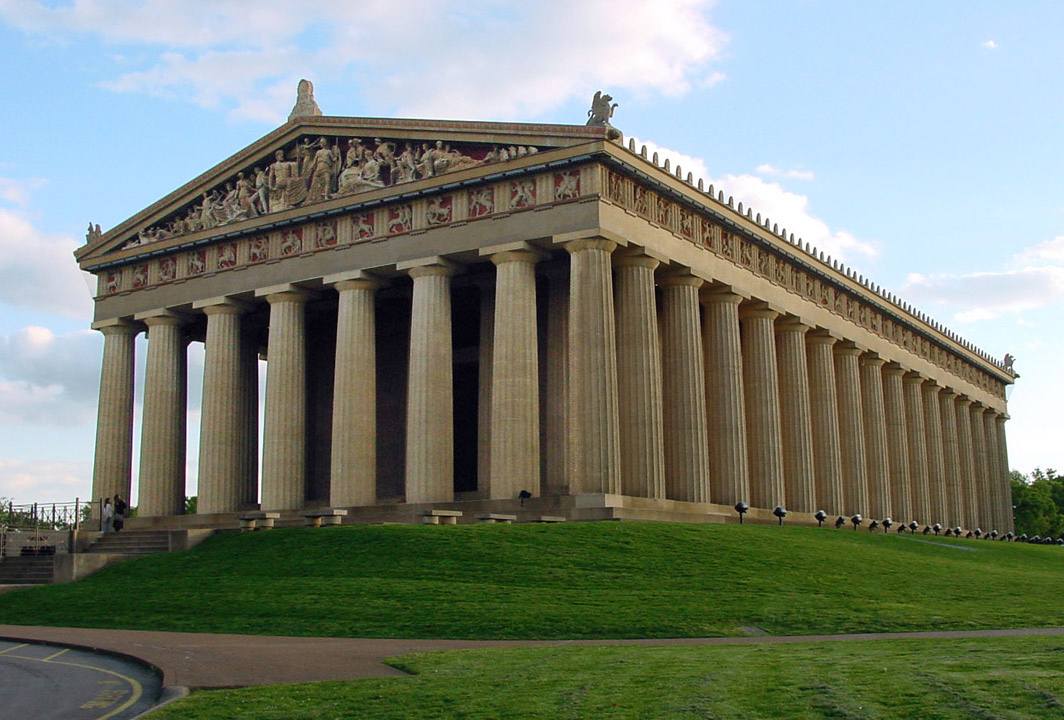
Replica del Partenone a Nashville, Tennessee (Stati Uniti d'America)